# Toreinfahrt (Dalmoak House)
Die Toreinfahrt zu Dalmoak House markiert die Nordzufahrt zu den Ländereien der schottischen Villa Dalmoak House. James Aitken, der Eigentümer der Whiskybrennerei Rosebank in Camelon, ließ Dalmoak House zwischen 1866 und 1869 als Landsitz errichten. In diesem Zuge wurden auch Zufahrtswege angelegt. Die nördliche Zufahrt zweigt von der A812 südlich der Stadt Renton in der Council Area West Dunbartonshire ab. Direkt nördlich quert die vierspurige A82 die kleinere A812. Die Toreinfahrt wurde im Zuge der Bauarbeiten an Dalmoak House gestaltet. Ungleich der weiter südlich gelegenen Zufahrt (siehe Mains Lodge), wurde sie nicht mit einer Lodge ausgestattet. 1996 wurde das Bauwerk in die schottischen Denkmallisten in der Kategorie B aufgenommen.

## Beschreibung
Zwei massive Torpfeiler aus Sandstein flankieren die Einfahrt des Kutschweges. Sie weisen einen runden Grundriss auf und schließen mit kronenähnlichen, umlaufenden Zinnen, die auf kleinen Kragsteinen ruhen. Etwa auf halber Höhe läuft ein Band um. Der Kutschweg wird auf beiden Seiten von Fußgängerwegen flankiert, die jeweils ein weiterer Pfeiler gleicher Bauart begrenzt. Die aus Bruchstein bestehende Umfriedungsmauer des Grundstücks endet beidseitig ein Stück vor dem Tor und wird als stufenweise anwachsende Sandsteinmauer bis zu den äußeren Pfeilern fortgesetzt.